# Anarchisme par zone géographique
Cet article concerne l'histoire de l'anarchisme, classée par zones géographiques.

## Afrique
- Anarchisme en Afrique du Sud
- Anarchisme en Algérie
- Anarchisme en Égypte
- Anarchisme au Maroc (en)
- Anarchisme au Nigeria
- Anarchisme en Tunisie (en)

## Asie
- Anarchisme en Azerbaïdjan (en)
- Anarchisme en Armenia (en)
- Anarchisme en Bangladesh (en)
- Chine
- Anarchisme en Corée[13]
- Anarchisme en Georgie (en)
- Anarchisme a Hong Kong (en)
- Anarchisme en Iran (en)
- Anarchisme en Inde (en)
- Anarchisme en Indonesie (en)
- Japon
- Malaisie
- Anarchisme en Mongolie (en)
- Anarchisme aux Philippines (en)
- Anarchisme à Singapour (en)
- Anarchisme a Taïwan (en)
- Anarchisme au Timor oriental (en)
- Anarchisme au Vietnam (en)

### Proche et Moyen-Orient
- Anarchisme en Israël
- Anarchisme en Syrie (en)
- Anarchisme en Turquie

## Europe
- Anarchisme en Albanie (en)
- Anarchisme en Andorre
- Anarchisme en Autriche (en)
- Anarchisme en Allemagne
- Anarchisme en Belgique
- Anarchisme en Bulgarie[14] : Comité secret et révolutionnaire macédonien (en) - Bateliers de Salonique
- Anarchisme en Biélorussie
- Anarchisme en Bosnie-Herzégovine (en)
- Anarchisme en Croatie (en)
- Anarchisme au Danemark (en) : Christiania
- Anarchisme en Espagne : Révolution sociale espagnole de 1936 - Conseil régional de défense d'Aragon
- Anarchisme en Estonie (en)
- Anarchisme en Finlande (en)
- Anarchisme en France - Commune de Paris
- Anarchisme au Royaume-Uni
- Anarchisme en Grèce
- Anarchisme en Hongrie[15],[16]
- Anarchisme en Islande (en)
- Anarchisme en Irlande (en)
- Anarchisme en Italie
- Anarchisme à Monaco
- Anarchisme en Norvège (en)
- Anarchisme aux Pays-Bas[17]
- Anarchisme en Pologne (en)[18]
- Anarchisme au Portugal[19]
- Anarchisme en Roumanie (en)
- Anarchisme en Russie - (Révolte de Tambov - Gardes noirs - Révolte de Kronstadt)
- Anarchisme en Serbie
- République de Strandja
- Anarchisme en Suède
- Anarchisme en Suisse
- Anarchisme en Ukraine (en) : Makhnovchtchina

## Océanie
- Anarchisme en Australie
- Anarchisme en Nouvelle-Zélande